# Регастили (Козенца)
Регастили је насеље у Италији у округу Козенца, региону Калабрија.
Према процени из 2011. у насељу је живело 45 становника. Насеље се налази на надморској висини од 260 м.